# 前田悟 (バスケットボール)
前田 悟（まえた さとる、1997年3月6日 - ）は、日本の男子プロバスケットボール選手である。ポジションはスモールフォワード。山形県出身。B.LEAGUEの京都ハンナリーズ所属。

## 来歴
山形南高校時代に年代別日本代表を経験。
その後、青山学院大学に進み、4年時に富山グラウジーズの特別指定選手となる。
卒業後、富山と正式選手契約。
2019-20シーズンの開幕戦では途中出場ながら3Pシュート4本を含む22得点を記録。その後もコンスタントに出場を重ね2019年10月23日のシーホース三河戦で初スタメン。三河戦以降はスタメンに定着した。新人離れした勝負強さを発揮し、特に2019年12月28日のレバンガ北海道戦では3Pシュートのバスケットカウントを獲得するなどして勝利に貢献。コロナウィルス感染症の影響でシーズンは中断となったものの、活躍が認められ新人賞受賞。

## 経歴
- 金井中学校 - 山形南高校 - 青山学院大 - 富山（2018年 - 2021年）- 川崎（2021年 - 2023年）- 京都（2023年 - ）

## 日本代表歴
- 第3回FIBAアジアU-16大会（2013年）
- 第3回FIBAU-17男子世界選手権（2014年）

## 受賞歴
- B.LEAGUE新人賞（2019-20）